# Nika Piliyev
Nika Konstantinovich Piliyev (tiếng Nga: Ника Константинович Пилиев; sinh ngày 21 tháng 3 năm 1991) là một cầu thủ bóng đá người Nga gốc Ossetian. Anh thi đấu cho F.K. Volgar Astrakhan.

## Sự nghiệp
Anh có màn ra mắt tại Giải bóng đá ngoại hạng Nga vào ngày 16 tháng 5 năm 2009 cho F.K. Lokomotiv Moskva trong trận đấu với F.K. Terek Grozny.